# Kevon Looney
Kevon Grant Looney (Milwaukee, Wisconsin, 6 de febrero de 1996) es un baloncestista estadounidense que actualmente pertenece a la plantilla de los New Orleans Pelicans de la NBA. Con 2,06 metros de estatura, juega en la posición de ala-pívot.

## Trayectoria deportiva

### Universidad
Looney jugó una temporada de baloncesto universitario con los Bruins de la Universidad de California en Los Ángeles. El 6 de abril de 2015, declaró su elegibilidad para el draft de la NBA, renunciando a sus tres años universitarios restantes.

#### Estadísticas
| Año     | Equipo | PJ | PT | MPP  | %TC  | %3P  | %TL  | RPP | APP | ROB | TPP | PPP  |
| ------- | ------ | -- | -- | ---- | ---- | ---- | ---- | --- | --- | --- | --- | ---- |
| 2014–15 | UCLA   | 36 | 36 | 30.9 | .470 | .415 | .626 | 9.2 | 1.4 | 1.3 | .9  | 11.6 |

### Profesional

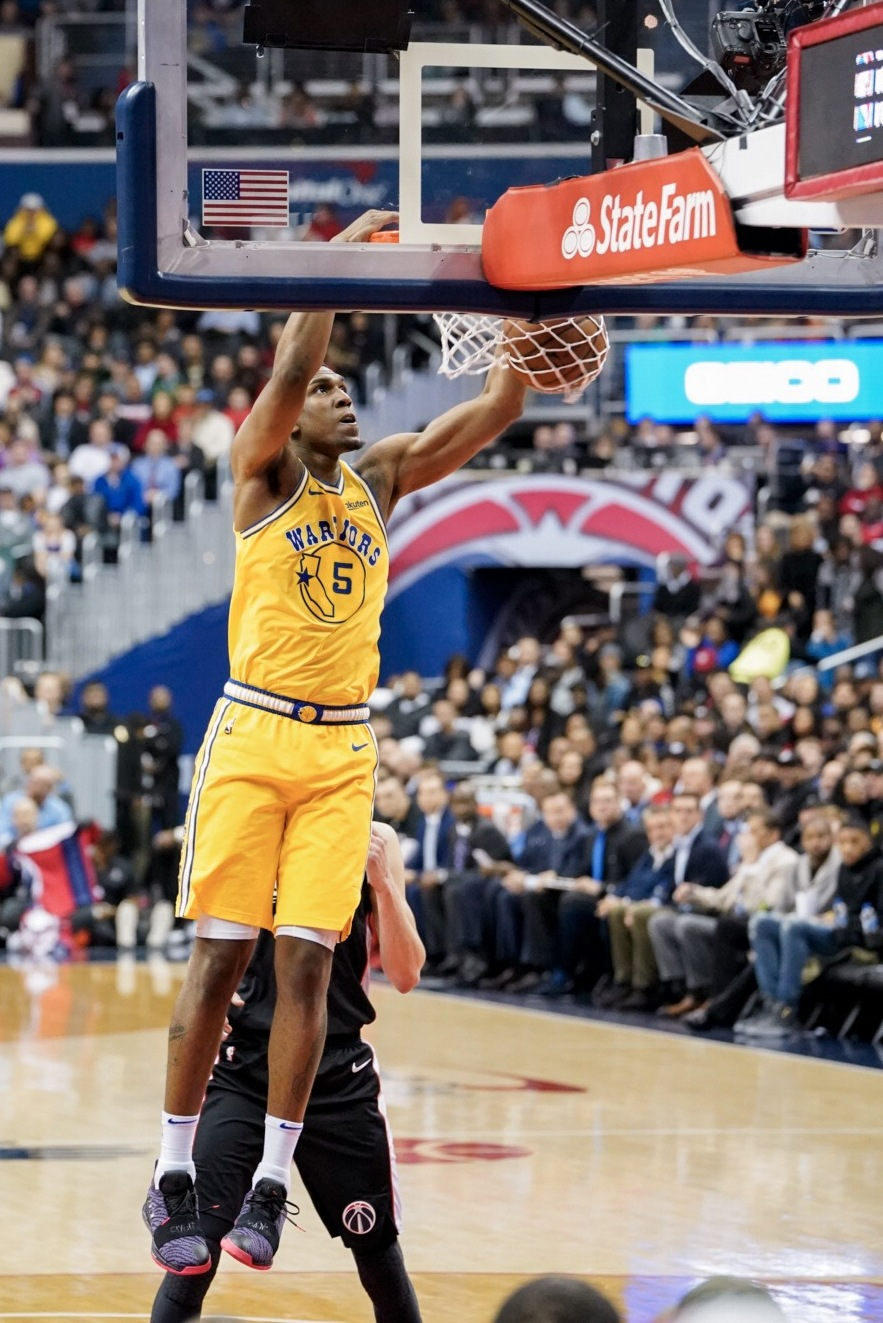
Looney contra Washington Wizards en 2019.

El 25 de junio de 2015, fue seleccionado en la posición número 30 del Draft de la NBA de 2015 por los Golden State Warriors. Anotó su primer canasta en la NBA contra Dallas Mavericks, el 27 de enero de 2016.
Tras su segundo anillo de campeón, en julio de 2018 Looney renueva con los Warriors de cara a la temporada 2018–19. Esa temporada, el 28 de enero de 2019 ante Indiana Pacers consigue su récord individual de anotación con 15 puntos.
En verano de 2019, vuelve a renovar por tres años y $15 millones.
El 19 de abril de 2021, consigue su máximo personal en rebotes, con 15, ante Philadelphia 76ers. En junio de 2021, se acoge a su opción de jugador y acepta los $5,1 millones por una temporada más.
En su séptima temporada con los Warriors, disputa los 82 encuentros de temporada regular, 80 de ellos como titular. Ya en postemporada, el 13 de mayo de 2022, en el sexto encuentro ante Memphis Grizzlies captura 22 rebotes (11 de ellos ofensivos), siendo el mejor registro de la franquicia desde Larry Smith en 1987. El 20 de mayo, en el segundo encuentro de finales de conferencia ante Dallas Mavericks, anota 21 puntos, récord personal de su carrera, además de capturar 12 rebotes. El 16 de junio se proclama campeón de la NBA por tercera vez en su carrera, tras vencer a los Celtics en la Final (4-2).
El 1 de julio de 2022 acuerda una extensión de contrato con los Warriors por 3 años y $25,5 millones. El 2 de enero de 2023 anota la canasta ganadora sobre la bocina ante Atlanta Hawks.
Tras diez temporadas con los Warriors, incluyendo tres anillos, el 7 de julio de 2025 firma por dos años y $16 millones con New Orleans Pelicans.

## Estadísticas de su carrera en la NBA
|  | Denota temporada en la que ganó un campeonato de la NBA |

### Temporada regular
| Año     | Equipo       | PJ  | PT  | MPP  | %TC  | %3P  | %TL  | RPP | APP | ROB | TPP | PPP |
| ------- | ------------ | --- | --- | ---- | ---- | ---- | ---- | --- | --- | --- | --- | --- |
| 2015-16 | Golden State | 5   | 0   | 4.2  | .571 | .500 | –    | 2.0 | .0  | .0  | .0  | 1.8 |
| 2016-17 | Golden State | 53  | 4   | 8.4  | .523 | .222 | .618 | 2.3 | .5  | .3  | .3  | 2.5 |
| 2017-18 | Golden State | 66  | 4   | 13.8 | .580 | .200 | .545 | 3.3 | .6  | .5  | .8  | 4.0 |
| 2018-19 | Golden State | 80  | 24  | 18.5 | .625 | .100 | .619 | 5.2 | 1.5 | .6  | .7  | 6.3 |
| 2019-20 | Golden State | 20  | 4   | 13.1 | .367 | .071 | .750 | 3.3 | 1.0 | .6  | .3  | 3.4 |
| 2020-21 | Golden State | 61  | 34  | 19.0 | .548 | .235 | .646 | 5.3 | 2.0 | .3  | .4  | 4.1 |
| 2021-22 | Golden State | 82  | 80  | 21.1 | .571 | .000 | .600 | 7.3 | 2.0 | .6  | .6  | 6.0 |
| 2022-23 | Golden State | 82  | 70  | 23.9 | .630 | .000 | .606 | 9.3 | 2.5 | .6  | .6  | 7.0 |
| 2023-24 | Golden State | 74  | 36  | 16.1 | .597 | .000 | .675 | 5.7 | 1.8 | .4  | .4  | 4.5 |
| 2024-25 | Golden State | 76  | 6   | 15.0 | .514 | .400 | .566 | 6.1 | 1.6 | .6  | .5  | 4.5 |
| Total   | Total        | 599 | 262 | 17.2 | .575 | .185 | .608 | 5.7 | 1.6 | .5  | .5  | 5.0 |

### Playoffs
| Año   | Equipo       | PJ | PT | MPP  | %TC  | %3P  | %TL  | RPP  | APP | ROB | TPP | PPP |
| ----- | ------------ | -- | -- | ---- | ---- | ---- | ---- | ---- | --- | --- | --- | --- |
| 2018  | Golden State | 21 | 5  | 18.4 | .542 | .000 | .381 | 4.2  | .9  | .7  | .4  | 4.1 |
| 2019  | Golden State | 21 | 1  | 20.5 | .688 | —    | .724 | 4.5  | 1.0 | .6  | .5  | 7.1 |
| 2022  | Golden State | 22 | 13 | 20.4 | .659 | —    | .611 | 7.6  | 2.2 | .4  | .5  | 5.8 |
| 2023  | Golden State | 13 | 8  | 25.0 | .578 | —    | .556 | 13.1 | 3.3 | .6  | .4  | 6.5 |
| 2025  | Golden State | 12 | 0  | 10.0 | .435 | —    | .750 | 3.6  | .3  | .4  | .3  | 2.2 |
| Total | Total        | 89 | 27 | 19.2 | .612 | .000 | .596 | 6.3  | 1.5 | .5  | .4  | 5.3 |

## Vida personal
Looney nació en Milwaukee, Wisconsin, hijo de Doug y Victoria Looney, tiene dos hermanos mayores, Kevin que también jugó al baloncesto, y su hermana Summer.
Looney es primo del también jugador de baloncesto Nick Young, que fueron compañeros en los Warriors en la temporada 2017–18.
Desde 2016 mantiene una relación sentimental con la modelo de Instagram Mariah Simone Winstone.